# Orthodoxe Kirchen in Italien

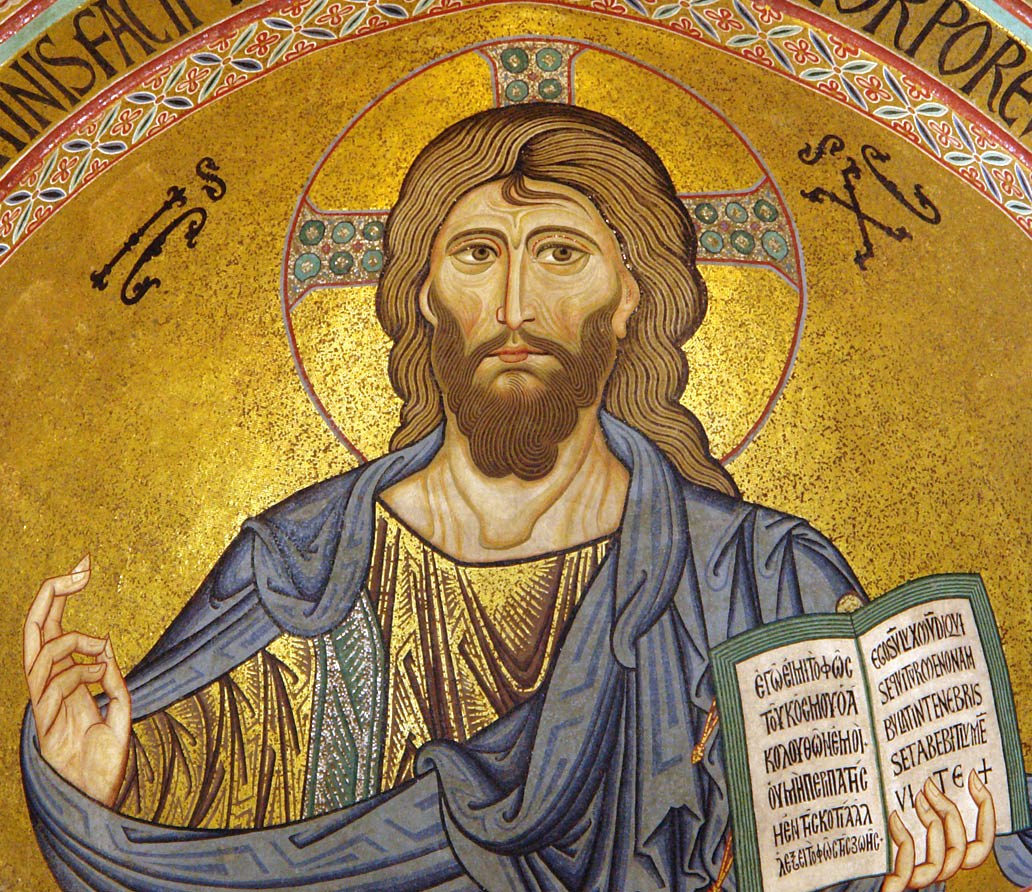
Christus Pantokrator, Mosaik in der orthodoxen Kirche von Cefalù auf Sizilien

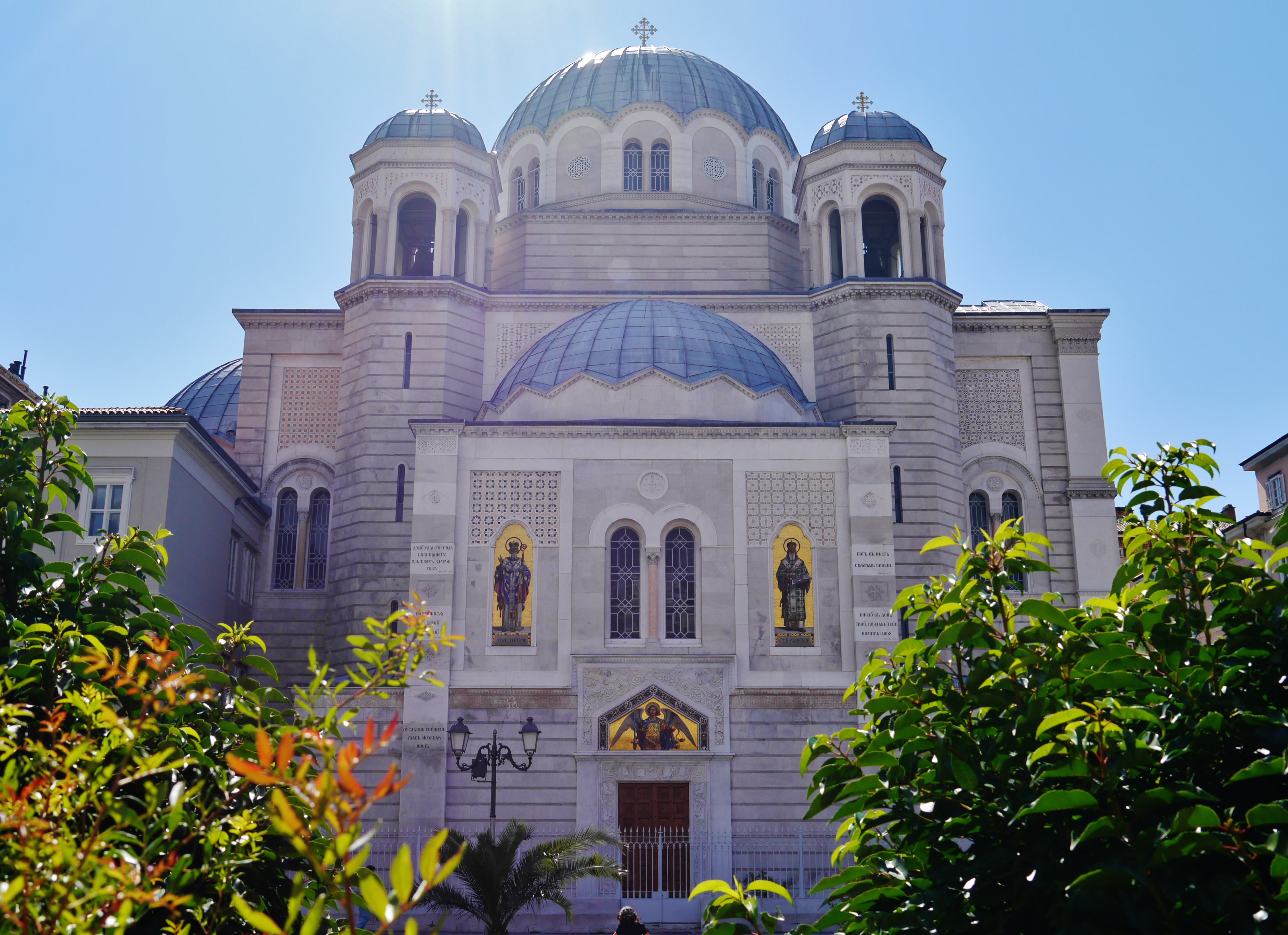
Serbisch-orthodoxe Kirche der Dreifaltigkeit und des heiligen Spyridon in Triest

Orthodoxe Kirchen sind Eparchien und Gemeinden verschiedener byzantinisch-orthodoxer und orientalisch-orthodoxer Kirchen in Italien.
2012 gab es etwa 1,4 Millionen orthodoxe Christen in Italien, 2,3 % der Bevölkerung.

## Geschichte
Spätestens seit dem 4. Jahrhundert gab es orthodoxe kirchliche Strukturen und Gemeinden im südlichen Italien. 
Ravenna wurde zum Verwaltungsmittelpunkt mit zahlreichen byzantinischen Kirchen. Nach der lateinischen Eroberung Konstantinopels 1204 begann der orthodoxe Einfluss in Italien zu sinken. Seit der osmanischen Eroberung Konstantinopels 1453 kamen viele griechische und albanische Flüchtlinge nach Italien und gründeten orthodoxe Gemeinden. In den folgenden Jahrhunderten entstanden Gemeinden von Zuwanderern vom Balkan und aus dem Russischen Reich. In den letzten Jahren wuchs die Anzahl orthodoxer Migranten aus Südost- und Osteuropa stark an.
In Italien bildeten sich mit der Orthodoxen Metropolie von Aquileia und Westeuropa und der Orthodoxen Kirche in Italien eigene autokephale Kirchen seit dem späten 20. Jahrhundert, die allerdings von den anderen orthodoxen Kirchen nicht als kanonisch anerkannt wurden.

## Orthodoxe Eparchien und Vikariate in Italien

### Kanonische Kirchen
- Ökumenisches Patriarchat von Konstantinopel mit den Kirchen:
  - San Nicolò dei Greci
  - San Paolo dei Greci
  - San Giorgio dei Greci
- Bulgarisch-Orthodoxe Kirche
- Polnisch-Orthodoxe Kirche
- Rumänisch-Orthodoxe Kirche
- Russisch-Orthodoxe Kirche
- Serbisch-Orthodoxe Kirche

### Nichtkanonische Kirchen
- Orthodoxe Metropolie von Aquileia und Westeuropa[1]
- Italienische Orthodoxe Kirche

## Orthodoxer Bischöflicher Rat von Italien und Malta
Der Orthodoxe Bischöfliche Rat von Italien und Malta (Consiglio Episcopale Ortodosso d'Italia e Malta) ist ein Zusammenschluss von Vertretern einiger orthodoxer Eparchien
- Ökumenisches Patriarchat von Konstantinopel
- Bulgarisch-Orthodoxe Kirche
- Rumänisch-Orthodoxe Kirche
- Russisch-Orthodoxe Kirche
- Serbisch-Orthodoxe Kirche